# Девонпорт (военно-морская база)

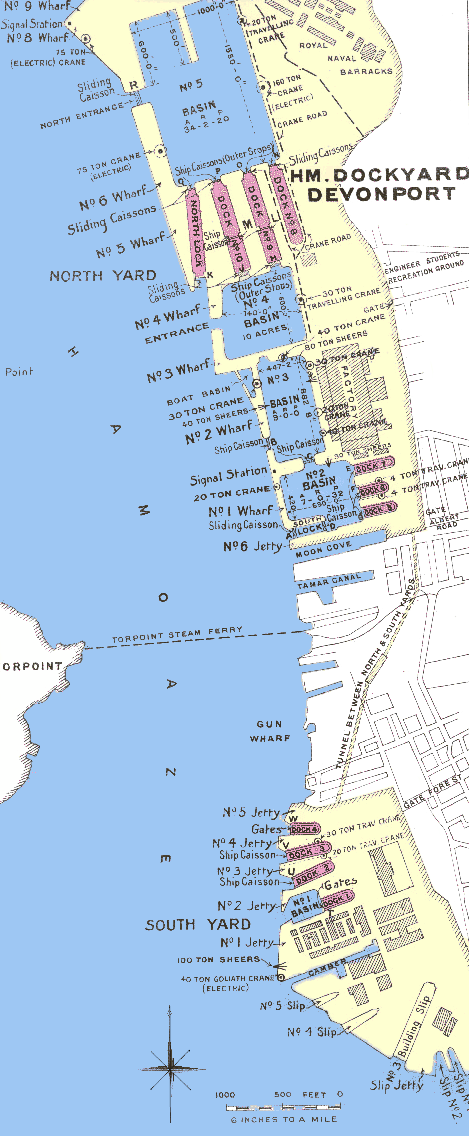
Девонпорт, 1909

Девонпорт — военно-морская база Королевского флота Великобритании близ Плимута, на границе Девона и Корнуолла. Крупнейшая из трех британских военно-морских баз, и единственная способная ремонтировать и оборудовать корабли с ядерной энергетической установкой.

## Характеристика
База расположена на восточном берегу реки Теймар, вплотную к Плимуту (эта часть устья Теймар называется Хамоаз, англ. Hamoaze). Общая длина причальной линии более 6000 м, глубина у причалов до 12 м, имеется 14 сухих доков и пять док-бассейнов общей акваторией 2,5 км².
Глубина акватории и возможности причалов позволяют базирование боевых кораблей любых классов. До 1979 года на Девонпорт базировались британские ударные авианосцы, последний — HMS Ark Royal (R09).
ВМБ Девонворт — единственная британская база, способная оказывать все виды поддержки кораблям с ядерной энергетический установкой. Единственными такими кораблями в Королевском флоте являются атомные подводные лодки. С 2002 года в Девонпорт находится курс подготовки командного состава ПЛ: «Перишер».

## История
Официально присутствие Королевского флота началось с 1588 года, когда в устье Теймар встала ожидавшая Армаду эскадра.
В 1689 году указом Вильгельма III был выбран участок для строительства верфи. Сам Плимут был сочтен непригодным. Строительство началось в 1691. С тех пор Девонпорт непрерывно служит в качестве верфи и базы флота.

## Корабельный состав
На 2021 год на Девонпорт постоянно базируются:

### Десантные корабли
- HMS Albion десантно-вертолётный корабль-док (LPD)
- HMS Bulwark десантно-вертолетный корабль-док (LPD)

### Фрегаты типа 23
- HMS Argyll (F231)
- HMS Monmouth (F235)
- HMS Montrose (F236)
- HMS Northumberland (F238)
- HMS Portland (F79)
- HMS Somerset (F82)
- HMS Sutherland (F81)

### Подводные лодки типа «Трафальгар»
- HMS Trenchant
- HMS Talent
- HMS Triumph

### Океанографические корабли
- HMS Echo
- HMS Enterprise
- HMS Scott

### Другие
- RFA Argus — учебный авианесущий корабль